# Вријеме је на нашој страни
„Вријеме је на нашој страни“ је шести студијски албум групе Парни ваљак, сниман у Шведској, и објављен за издавачку кућу SUZY 1981. године. Аутор већине песама, и продуцент је Хусеин Хасанефендић, док песму „Ако желим“ ауторски потписује Срећко Кукурић. Копродуцент албума био је Тини Варга. Поред баладе „Сташка“, присутни су и чврсти поп кроз песму „Моје дневне параноје“, буги у песми „Дјевојчице не...“ и асоцијација на Плетерсе у песми „Као ти“.

## Списак песама
1. „Вечерас требам друштво“ – 2:18
2. „Моје дневне параноје“ – 3:22
3. „Исти смо“ – 3:45
4. „Она гледа кроз мене“ – 3:20
5. „Сташка“ – 4:16
6. „Као ти“ – 3:21
7. „Дјевојчице не...“ – 2:26
8. „Бијег“ – 3:21
9. „Ноћ нема свједока“ – 1:52
10. „Ако желим“ – 3:00
11. „Вријеме је на нашој страни“ – 2:47